# Lambert Krahe

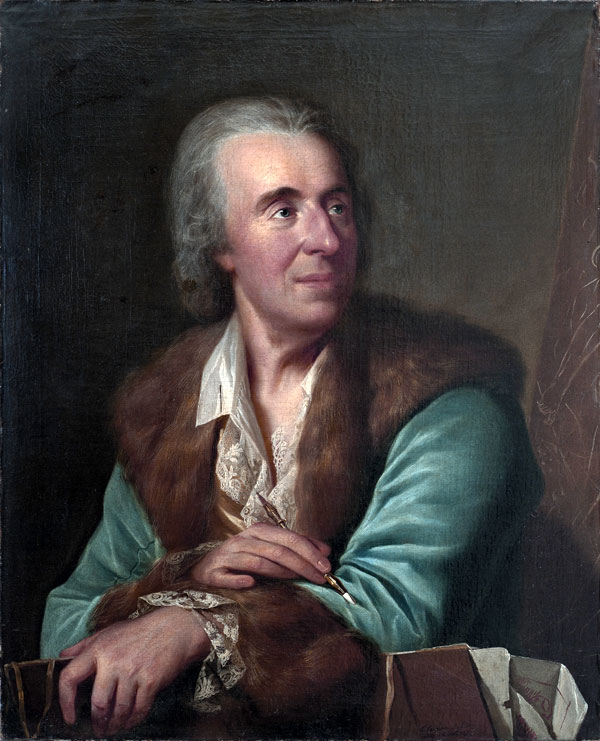
Lambert Krahe, portrait (huile sur toile) par Erik Pauelsen, 1781

Wilhelm Lambert Krahe (15 mars 1712 à Düsseldorf - 11 février 1790, idem) est un peintre, collectionneur d'art et professeur d'art allemand.

## Biographie

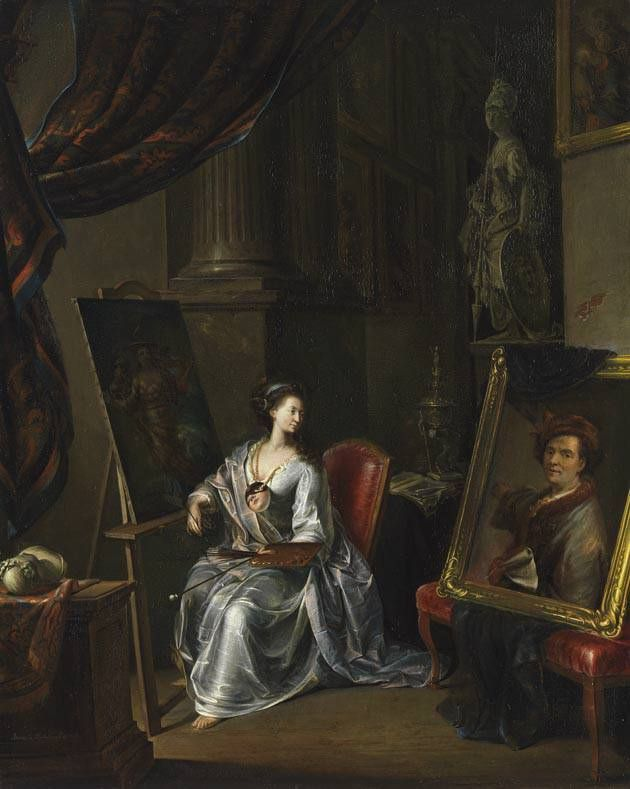
Die Malerei ou Porträt des Galeriemalers Lambert Krahe und seiner Frau Katharina, 1767, tableau de Johann Jakob Dorner der Ältere, Bayerische Staatsgemäldesammlungen

Né à Düsseldorf, fils du greffier électoral Antonius Krahe (1676-~1724), Krahe séjourne à Rome à partir de 1737, d'abord dans l'entourage de son protecteur, l'envoyé impérial Ferdinand von Plettenberg. Dans la "Ville éternelle", il se forme en tant qu'artiste avec Anton Raphael Mengs auprès de Marco Benefial, et également auprès de Pierre Subleyras. Il travaille aussi comme agent artistique et commence à constituer sa vaste collection privée. En 1749, Krahe est promu par le Prince-électeur Charles-Théodore de Bavière, sur la commande duquel il peint un retable pour l'église des Jésuites de Mannheim en 1752.
À partir de 1756, il dirige la Gemäldegalerie Düsseldorf (de), succédant au directeur de la galerie Johann Wilhelm Karsch, fils du peintre et directeur de la galerie Gerhard Joseph Karsch, décédé en 1753. Le cardinal Alessandro Albani, amateur d'art, l'avait recommandé à l'électeur dans ce but. Selon d'autres témoignages, il aurait été recommandé par le Cardinal Silvio Valenti Gonzaga (1690-1756). Plus tard, le Prince Électeur l'a également chargé de réorganiser les galeries de peinture de Mannheim et de Munich.
En 1761/62, il reçoit une commande pour une peinture de plafond (de) dans la salle de la bibliothèque et d'autres pour les salles de bal du Château de Benrath. Cette même année 1762, il ouvre une école de dessin privée. Celle-ci était logée depuis 1766 dans la maison de la fonderie inutilisée du sculpteur Gabriel de Grupello sur la Marktplatz. En 1769, à l'instigation du gouverneur Johann Ludwig Franz von Goltstein, Krahe doit quitter la Grupello-Haus (de) et occuper les salles de l'ancien atelier d'armes Bongard au-dessus des écuries du Palatinat du Rhin dans la Mühlenstraße. En 1773, l'Académie des beaux-arts de Düsseldorf, fondée par l'électeur Carl Theodor, est issue de l'école de dessin de Krahe et celui-ci en est le premier directeur. Cinq ans plus tard, Krahe vend sa collection d'art au duché de Berg. Il sert désormais de matériel d'étude pour les étudiants de l'académie. En 1782, le prince électeur Carl Theodor donne à l'Académie une partie du Hondheimsches Palais (de), l'ancien Commissariat à la guerre, à l'angle de la Hafenstraße (de) et de la Commissariatsstraße (plus tard Akademiestraße).
Dans les dernières années de sa vie, Lambert Krahe est empêché de pratiquer son art par une affection oculaire. Il meurt à Düsseldorf le 11 février 1790 à l'âge de 78 ans.
Krahe était marié à Katharina Gertrud Binder (1734-1808). Trois filles et deux fils sont nés de ce mariage, parmi lesquels l'architecte néo-classique Peter Joseph Krahe (de). La fille de Krahe, Henriette, a épousé le graveur Heinrich Schmitz (de). La fille de Krahe, Katharina, a épousé le graveur et peintre Carl Ernst Christoph Hess (de). Ce mariage a donné, entre autres, Peter von Hess, Heinrich Maria von Hess ainsi que Karl Hess (de).
Le peintre de cour bavarois Moritz Kellerhoven (en) a appris l'art de la peinture auprès de Lambert Krahe. Le peintre de cour du Palatinat du Rhin Johann Wilhelm Hoffnas (de) et Aloys Cornelius (de), père de Peter von Cornelius, ainsi que Catharina et Christoph Treu ont fait partie de ses élèves.

## Œuvre

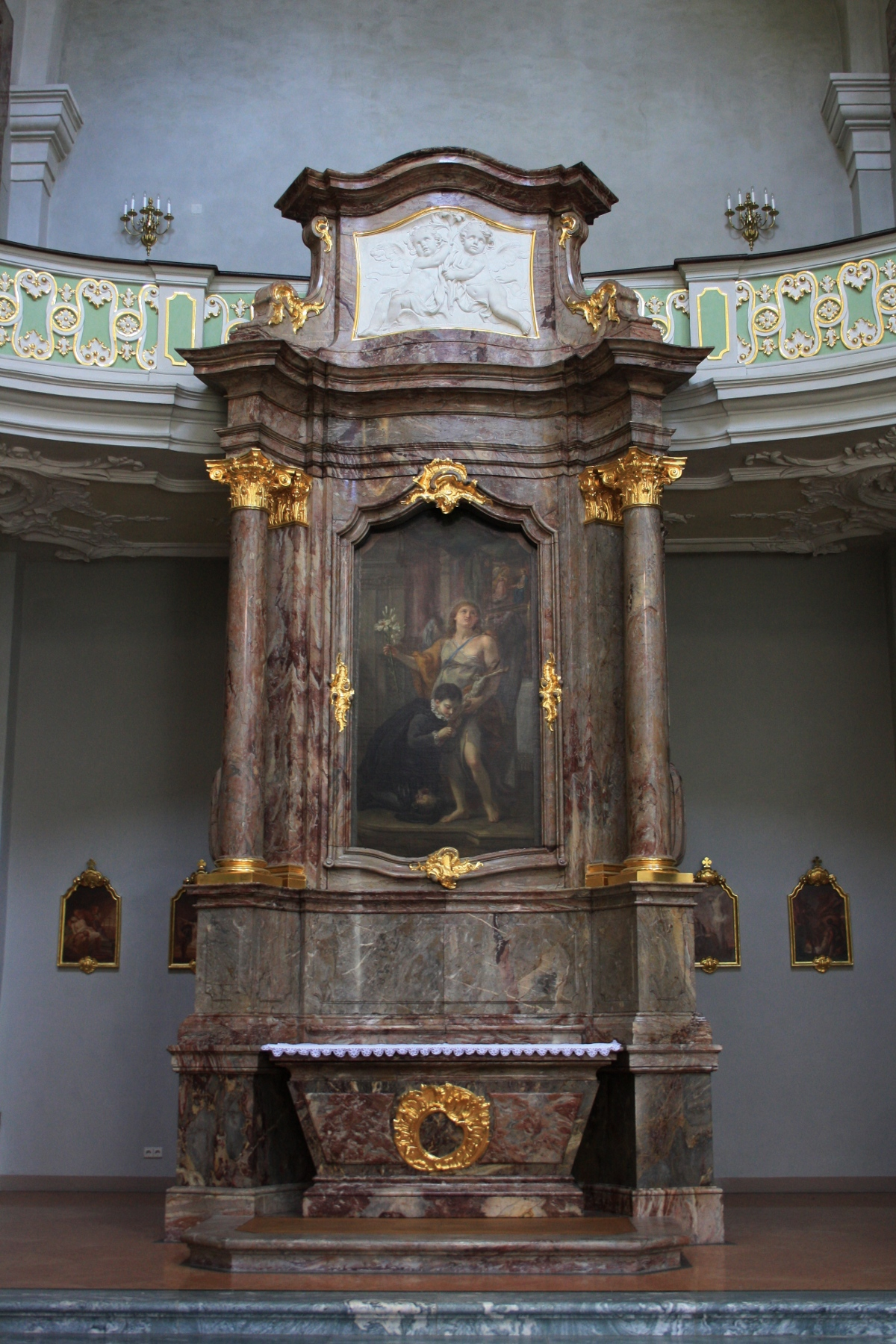
Autel d'Aloisius dans l'Église des Jésuites de Mannheim

La collection de Krahe, extraordinaire par son ampleur et son contenu, comprend quelque 15 000 dessins et plus de 22 000 estampes du XVe au XIXe siècle et constitue aujourd'hui l'un des plus importants fonds de dessins baroques au monde. Depuis 1932, elle est prêtée en permanence par l'Académie des arts de Düsseldorf au Museum Kunstpalast de Düsseldorf. Des collections plus modestes sont conservées par le Musée Wallraf Richartz à Cologne et le Musée du Louvre. Le cœur de la collection est constitué par l'art graphique italien, avec des œuvres de Raphaël, Michel-Ange et Paul Véronèse, mais surtout de grands ensembles d'artistes tels que Gian Lorenzo Bernini, Pietro da Cortona et Giuseppe Passeri. Les artistes allemands et hollandais des XVIe et XVIIe siècles sont également représentés, parmi lesquels Albrecht Altdorfer et Pierre Paul Rubens. Pour les XVIIe et XVIIIe siècles français, il faut mentionner Nicolas Poussin, Jean Charles Frontier et Gaspard Dughet. Les points forts de la collection d'imprimés de Krahe comprennent les séries xylographiques d'Albrecht Dürer et les gravures de Martin Schongauer ainsi que les eaux-fortes de Rembrandt. Grâce à la fondation de l'école de dessin de Düsseldorf et à la collection considérable de dessins, d'estampes, de livres et de plâtres, Krahe n'est pas seulement considéré comme le fondateur de l'Académie des Beaux-Arts de Düsseldorf, mais aussi - après Jean-Guillaume de Neubourg-Wittelsbach - comme le zweiter Gründer von Düsseldorfs Ruf als Kunststadt.